# Ponte Kanmon

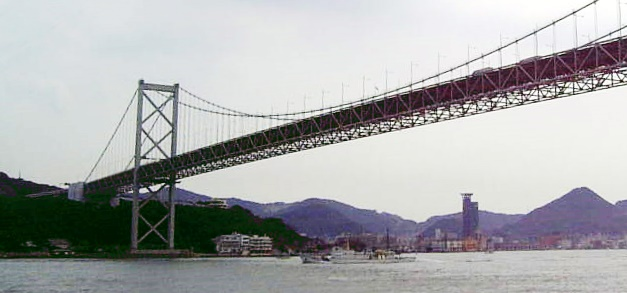
Ponte Kanmonkyo

A ponte Kanmonkyo (关门桥) é uma ponte pênsil para atravessar o estreito de Kanmon, um curso de água separando duas das quatro principais ilhas do Japão. No lado Honshu da ponte está Shimonoseki e no lado Kyushu está Kitakyushu.
A Ponte Kanmonkyo foi inaugurada para veículos em 14 de novembro de 1973 e ligada à via Kyūshū em 27 de março de 1984. É a 34º maior ponte suspensa do mundo com um vão livre entre pilares de 712 metros.